# Сесью
Сесью (устар. Сесъю) — река в России, протекает по территории Ловозерского района Мурманской области. Устье реки находится в 96 км по правому берегу реки Иоканга. Длина реки — 19 км, площадь водосборного бассейна — 79 км². Протекает вдали от несаленных пунктов. В среднем и нижнем течении порожиста.

## Данные водного реестра
По данным государственного водного реестра России относится к Баренцево-Беломорскому бассейновому округу, водохозяйственный участок реки — реки бассейна Баренцева моря от восточной границы бассейна реки Воронья до западной границы бассейна реки Иоканга (мыс Святой Нос). Речной бассейн реки — бассейны рек Кольского полуострова, впадает в Баренцево море.